# Одерберг
Одерберг (нем. Oderberg) — город в Германии, в земле Бранденбург.
Входит в состав района Барним. Подчиняется управлению Одерберг. Население составляет 2160 человек (на 31 декабря 2010 года). Занимает площадь 35,31 км². Официальный код — 12 0 60 176.
| Год  | Население |
| ---- | --------- |
| 2005 | 2552      |
| 2010 | 2229      |

## Галерея

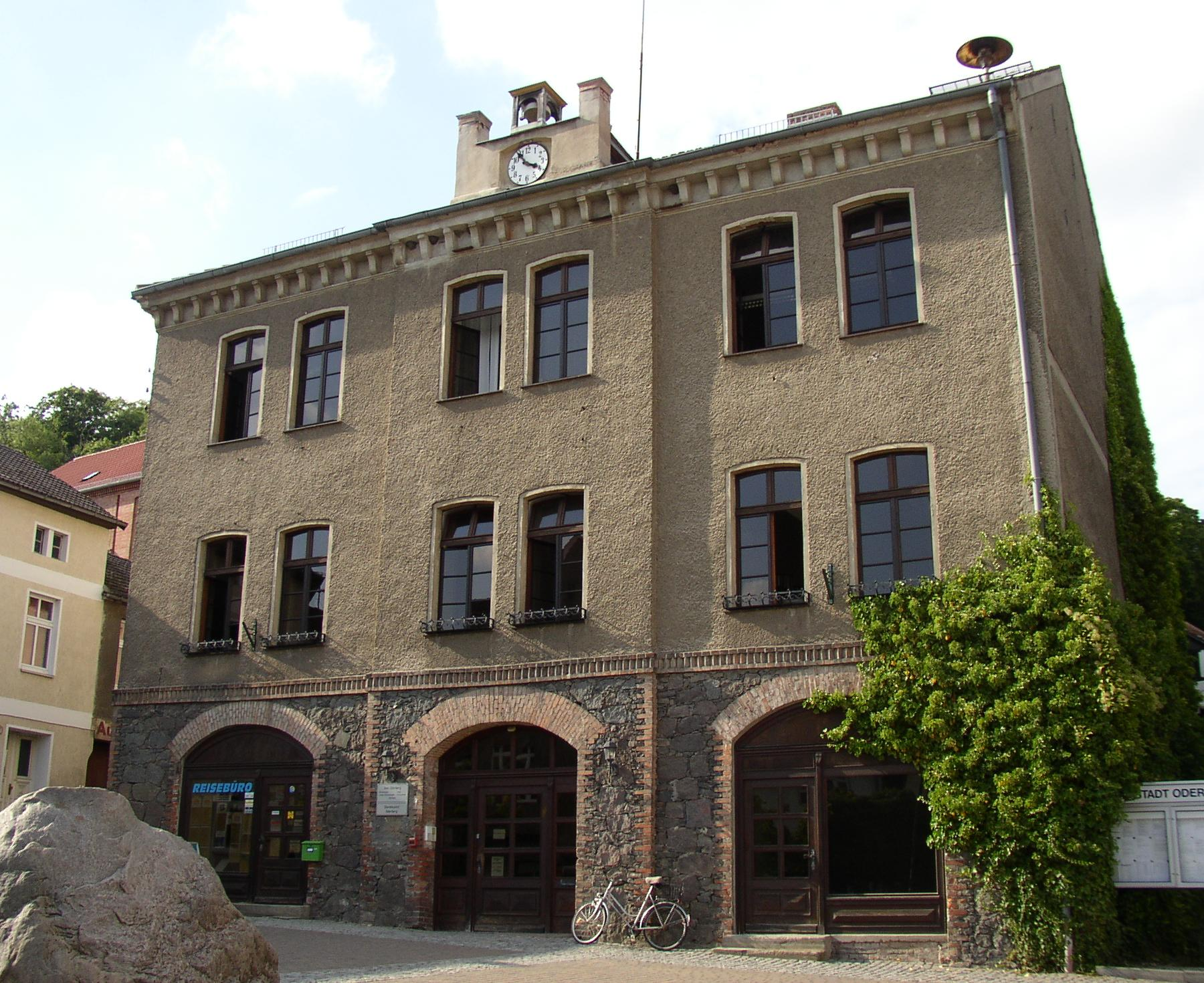
Ратуша
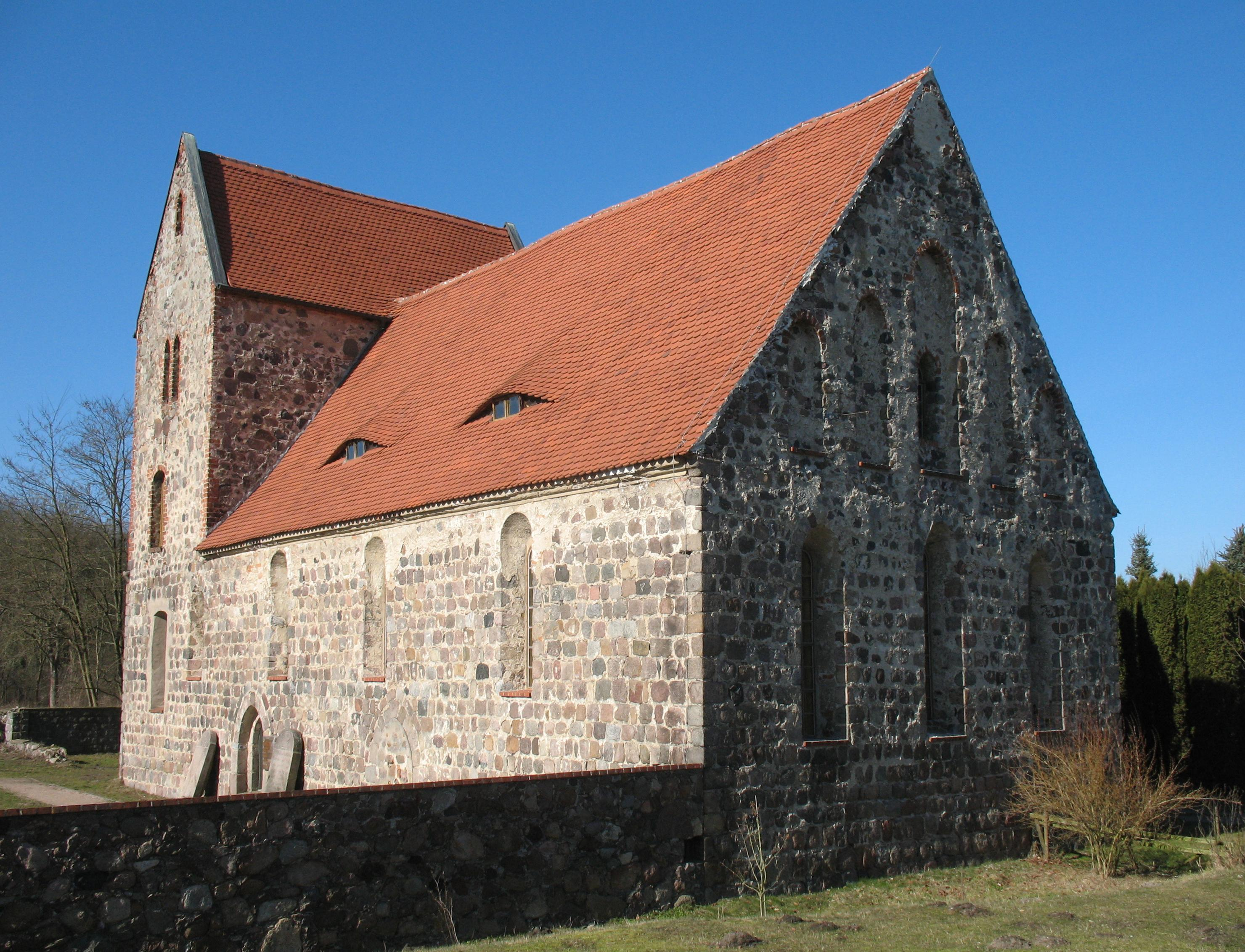
Церковь Неоендорфа
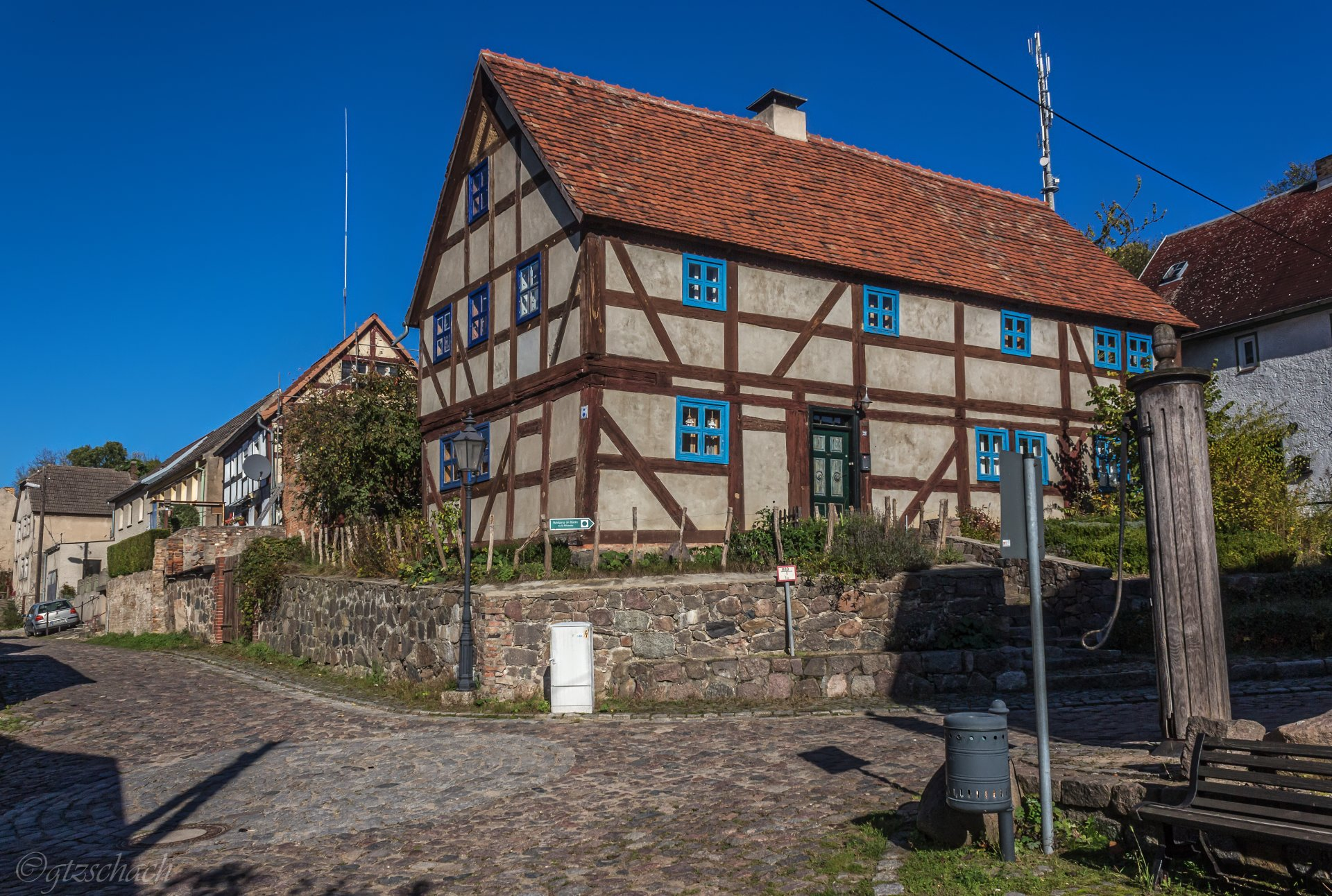
Маровски хаус
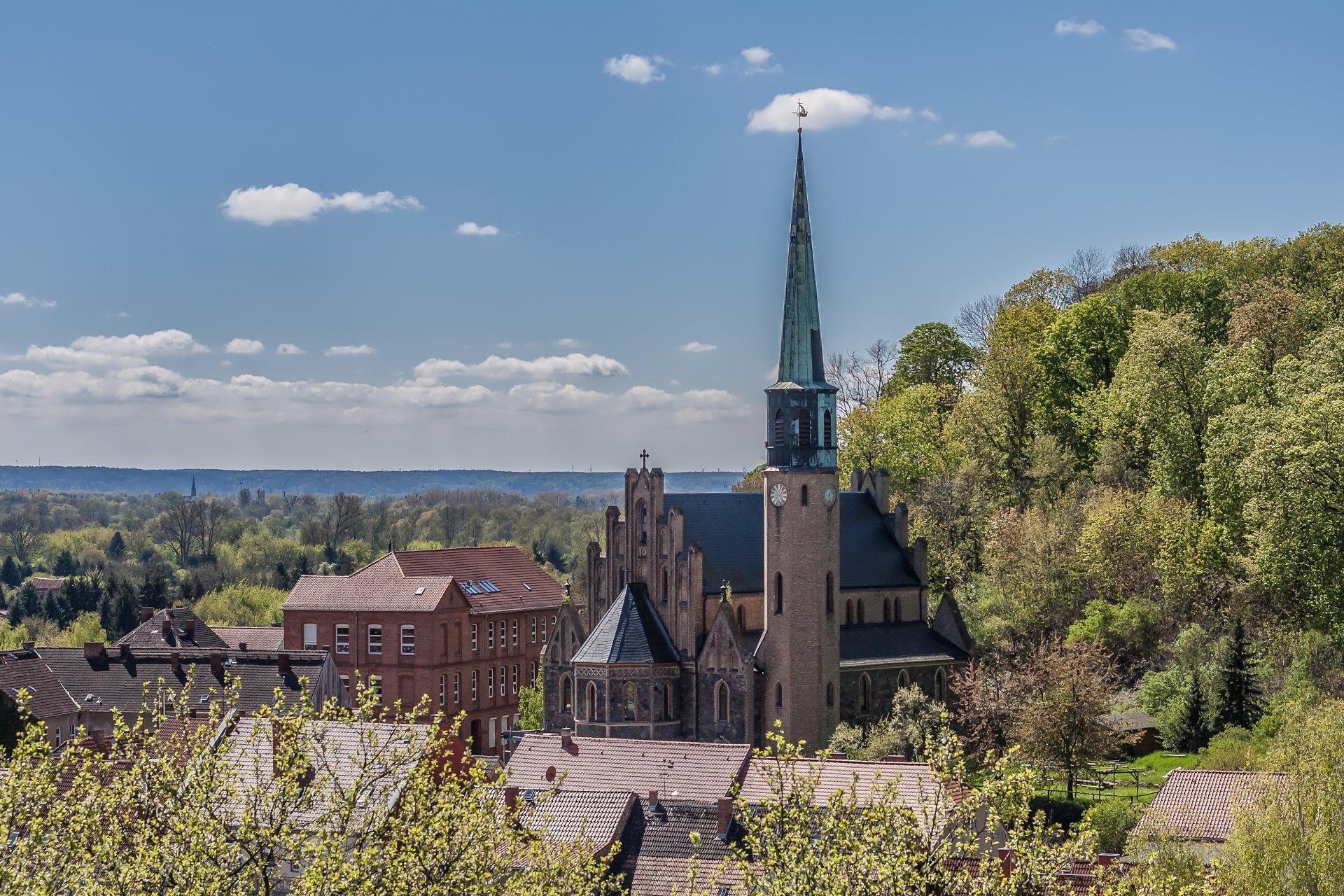
Кирха Св. Николая
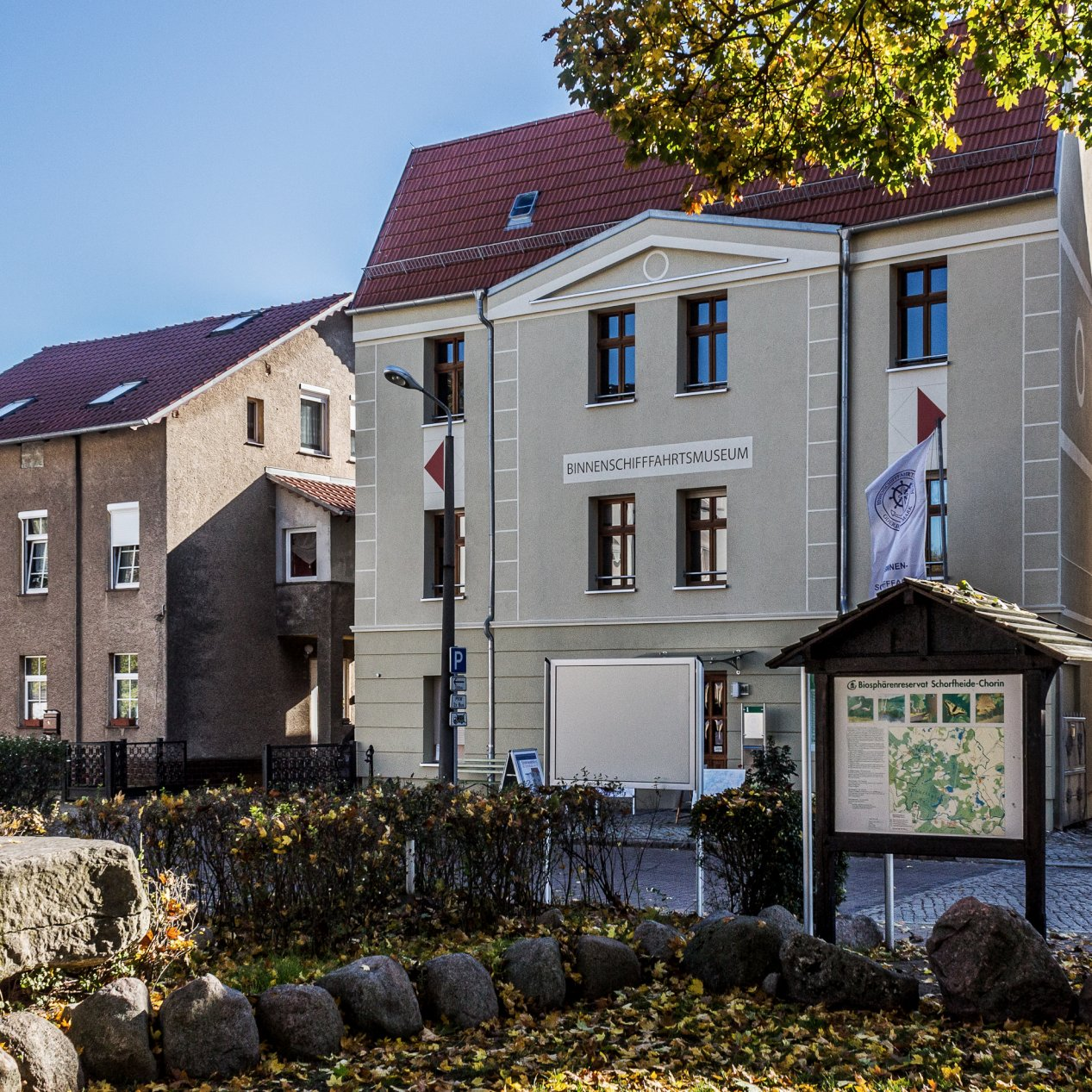
Морской музей с открытой выставочной площадкой
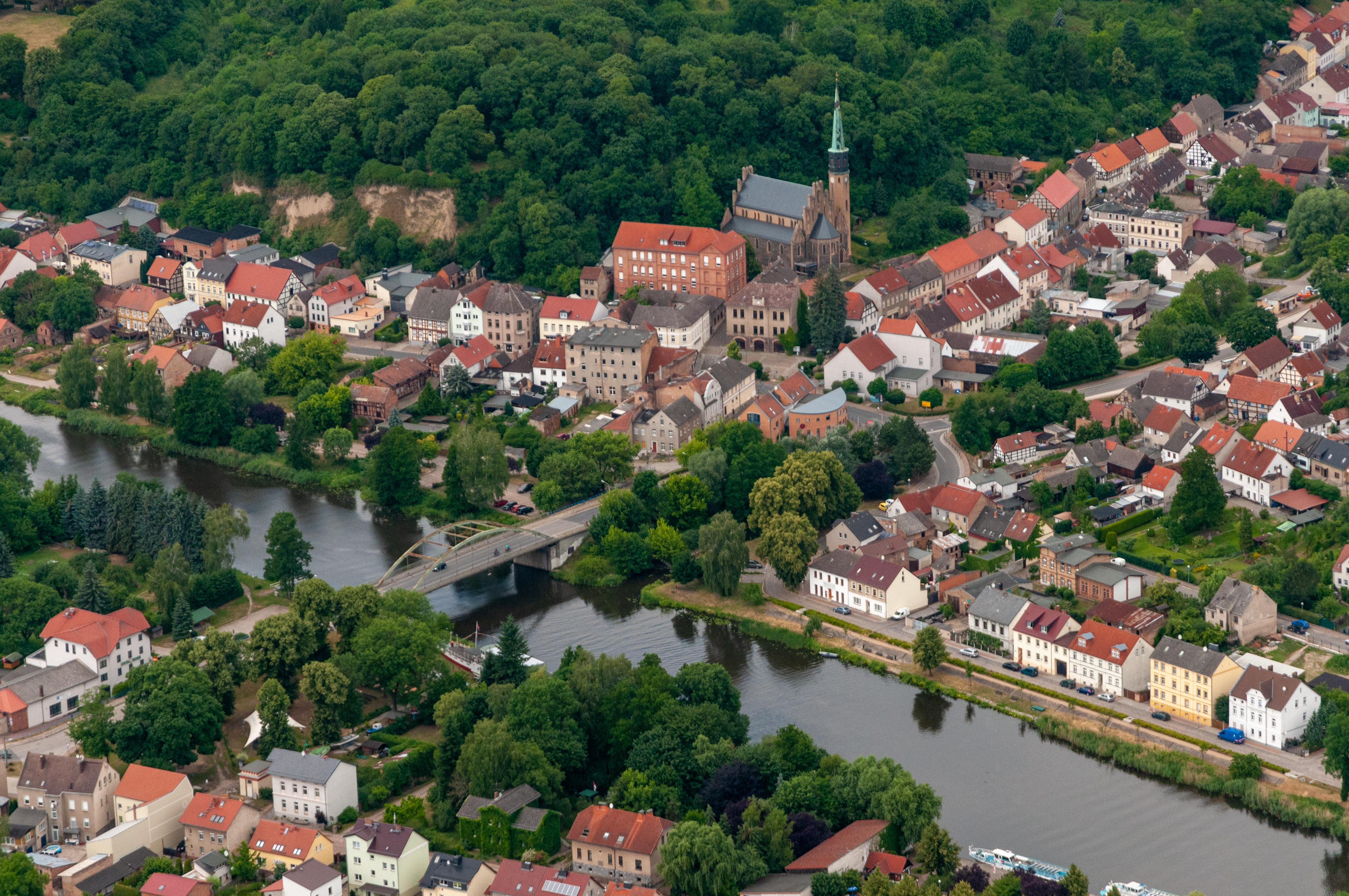
Центр города
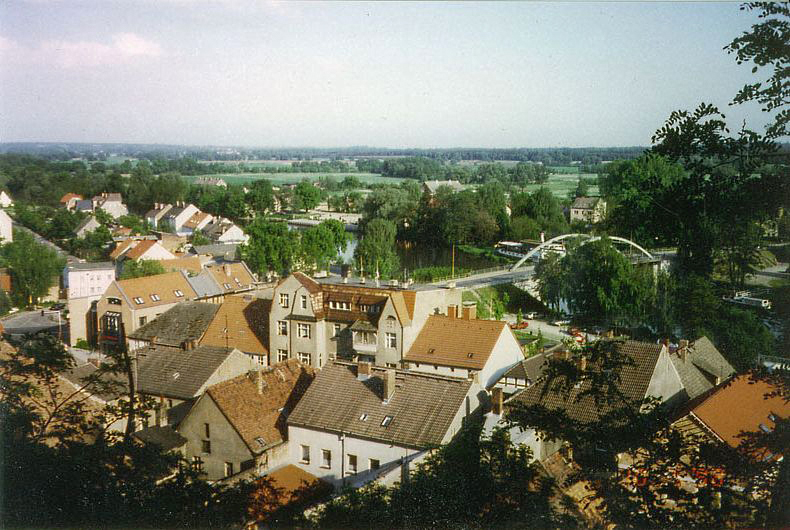
Вид на Одерберг (1997)
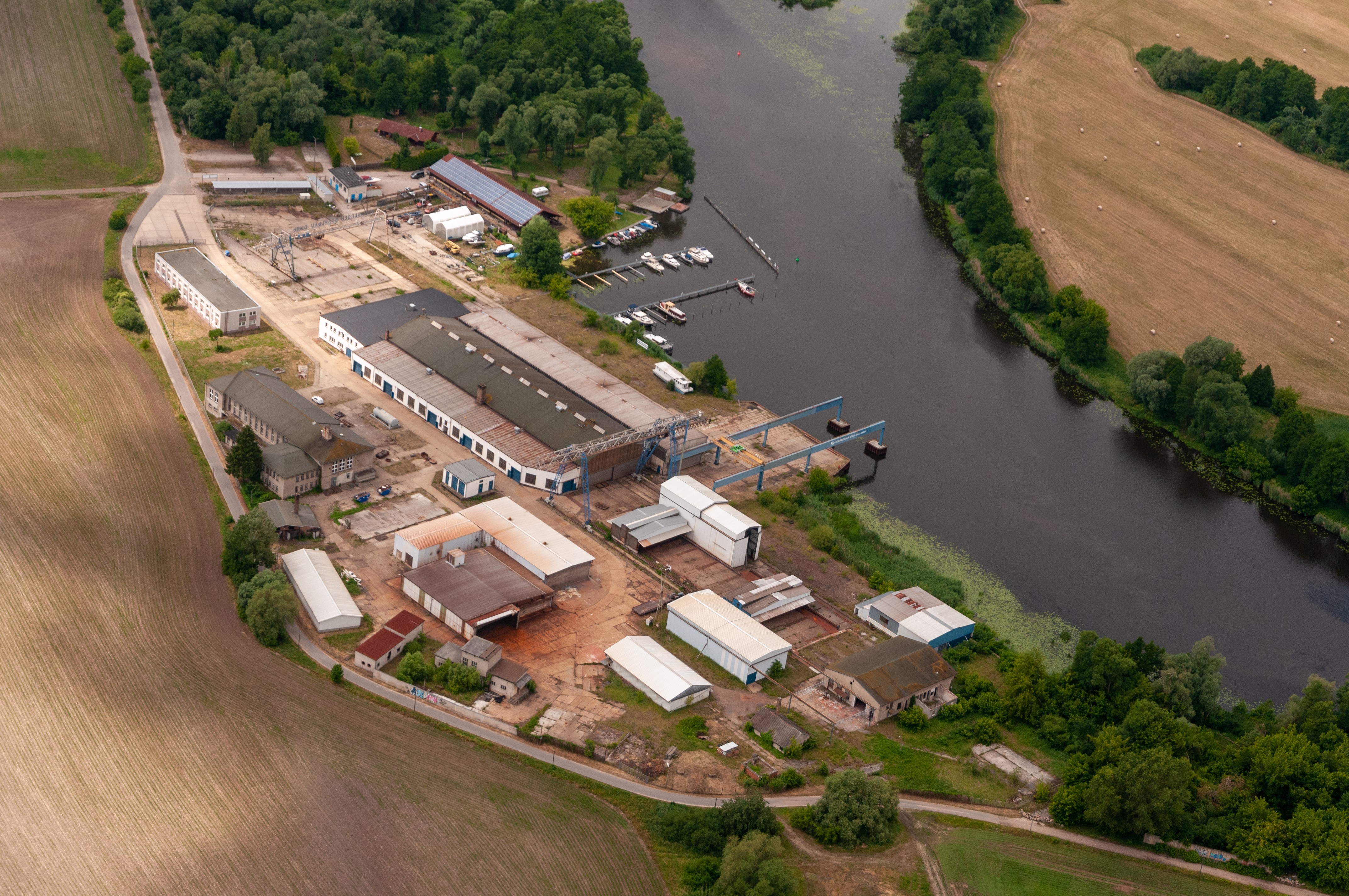
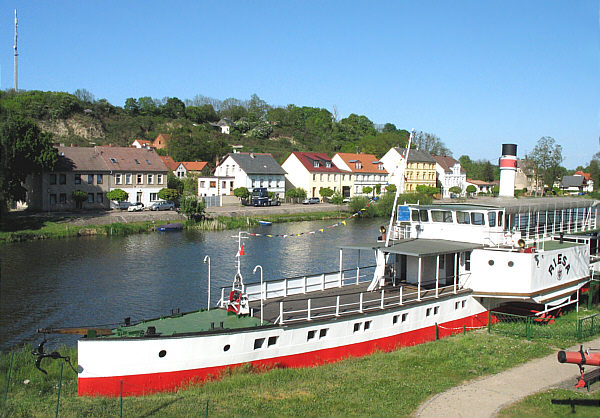
Колёсный пароход «Риза», до 1976 года использовался в речном пароходстве